# Gran Premio di Scozia 1951
Il Gran Premio di Scozia 1951 è stata una gara di Formula 1 non valevole per il Campionato Mondiale di Formula 1 1951 tenutasi il 21 luglio 1951 presso l'aeroporto di Winfield, in Scozia. La gara, disputatasi su un totale di 50 giri, a cui presero parte solo piloti britannici, è stata vinta da Philip Fotheringham-Parker su Maserati 4CLT/48.

## Gara

### Risultati
| Pos | Nr | Pilota                     | Vettura          | Giri | Tempo/Ritiro       |
| --- | -- | -------------------------- | ---------------- | ---- | ------------------ |
| 1   | 9  | Philip Fotheringham-Parker | Maserati 4CLT/48 | 50   | 1h19'27"0          |
| 2   | 23 | Gillie Tyrer               | BMW 328          | 50   | +7"4               |
| 3   | 5  | Ian Stewart                | Jaguar XK120     | 48   | +2 giri            |
| 4   | 27 | Rob Dickson                | Healey           | 48   | +2 giri            |
| NC  | 16 | John Vaugh                 | Jaguar XK120     | 44   | +6 giri            |
| Rit | 3  | David Murray               | Maserati 4CLT/48 | 40   | Pompa benzina      |
| Rit | 1  | Bill Skelly                | Lea-Francis      | ?    | -                  |
| Rit | 83 | Joe Kelly                  | Alta             | 14   | Scatola del cambio |
| Rit | 11 | Archie Butterworth         | AJB-Steyr        | 13   | Motore             |
| Rit | 10 | Reg Parnell                | Maserati 4CLT/48 | 0    | Trasmissione       |
| NP  | 2  | Ron Flockhart              | JP-Vincet        | 0    | -                  |
| NP  | 66 | Bill Black                 | Jaguar XK120     | 0    | -                  |